# Yoshiki Hayama
Yoshiki Hayama (葉山 嘉樹, Hayama Yoshiki) né le 12 mars 1894 à Toyotsu (aujourd'hui Miyako) dans la préfecture de Fukuoka – 18 octobre 1945, est un auteur japonais du mouvement de la littérature prolétarienne.

## Biographie
Yoshiki est issu d'une famille de samouraï. Après avoir fréquenté l'école secondaire de Toyotsu (à présent lycée Ikutokukan de la préfecture de Fukuoka), il termine le cours préparatoire à l'Université Waseda dont il est exclu en raison d'arriérés sur les frais de scolarité.
Après cela, il est marin à bord de cargos sur la route Calcutta-Muroran-Yokohama. Les expériences de cette époque sont à la base de ses œuvres ultérieures. En 1920, il travaille dans une usine de ciment à Nagoya ; après un accident du travail, il essaye d'établir un syndicat, mais sans succès et est licencié. Puis il rejoint l'Association des travailleurs de Nagoya et mène plusieurs campagnes visant à améliorer les conditions de travail.
En 1923, il est arrêté et incarcéré lors de l'incident du Parti communiste de Nagoya. En prison, il écrit Umi ni ikuru Hitobito (海に生くる人々, « Ceux qui vivent en mer ») et Inbaifu (淫売婦, « La prostituée »). Après sa libération, il publie Inbaifu dans la revue Bungei Sensen (« Front littéraire ») en 1926 et Umi ni ikuru Hitobito, romans qui en font un jeune espoir de la littérature mondiale.
Par rapport à la littérature prolétarienne existante théorique et schématique, les ouvrages de Hayama décrivent de manière impartiale les sentiments naturels des individus et visent un haut degré de perfection littéraire. Umi ni Ikuru hitobito en particulier est considéré comme un chef-d'œuvre de la littérature prolétarienne au Japon. Lorsque le mouvement littéraire prolétarien se scinde entre le groupe étendard (Senki) et le groupe du front littéraire, il rejoint ce dernier groupe dont il est l'auteur le plus représentatif.
Mais tandis que le contrôle idéologique de la police politique (Tokubetsu Kōtō Keisatsu) devient plus pressant et que l'opinion publique est unifiée par l'incursion en Chine, Hayama rétracte ses convictions politiques (tenkō) et affirme son soutien au système. À partir de 1934 il réside dans la préfecture de Nagano et parallèlement à son activité littéraire, il travaille également sur un chantier de construction.
En 1943, il rédige des contributions pour le journal Manshū édité dans le Mandchoukouo et s'active auprès de la population japonaise résidente. Il s'y rend à plusieurs reprises et s'y installe finalement en juin 1945 avec sa fille pour y fonder un nouveau village.
Tandis qu'il retourne au Japon en raison de l'occupation par les troupes soviétiques et de la défaite du Japon à l'issue de la guerre, il meurt dans le train d'une hémorragie intra-cérébrale le 18 octobre 1945.
Le 18 octobre 1977, une stèle est érigée dans sa ville natale de Yakeyama près de Miyako (autrefois Toyotsu).

## Liste des œuvres traduites en français
- 1925 : La Prostituée (淫売婦), dans Les Noix La Mouche Le Citron et dix autres récits de l'époque Taishô, nouvelle traduite par Jean-Jacques Tschudin, Le Calligraphe-Picquier, 1986, réédition Editions Philippe Picquier, 1991; Éditions Allia, 2021  (ISBN 979-10-304-1591-9) ; ''Anthologie de nouvelles japonaises Tome I - 1910-1926 Les Noix La Mouche Le Citron'', Picquier Poche, 1999.
- 1926 : La Lettre dans un baril de ciment (セメント樽の中の手紙),dans Anthologie de nouvelles japonaises contemporaines (Tome II), nouvelle traduite par Jean-Jacques Tschudin, Gallimard, 1989.